# Polski Zespół Myśliwski

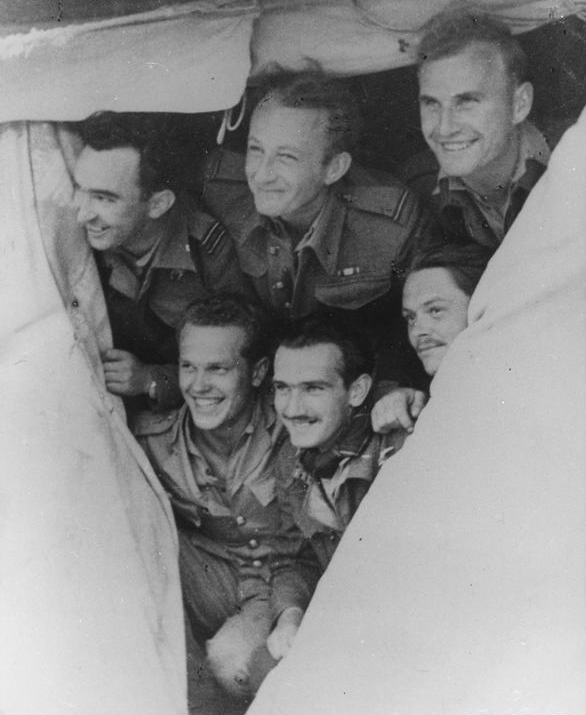
U góry od lewej: kpt. Wacław Król, por. Bohdan Arct, por. Władysław Majchrzyk. U dołu od lewej: chor. Mieczysław Popek, por. Ludwik Martel, por. Władysław Drecki.

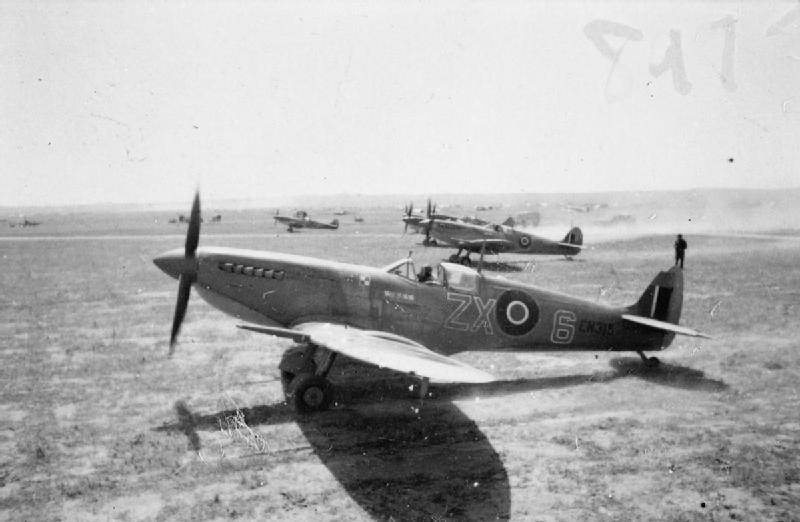
Supermarine Spitfire Mark IXCs Polskiego Zespołu Myśliwskiego (Cyrk Skalskiego) będącego częścią 145 Dywizjonu RAF, podczas rozruchu silników na lotnisku Goubrine w Tunezji. Na pierwszym planie Spitfire EN315 ZX-6, dowódcy eskadry Stanisława Skalskiego, w tle widoczny Spitfire EN261 ZX-10

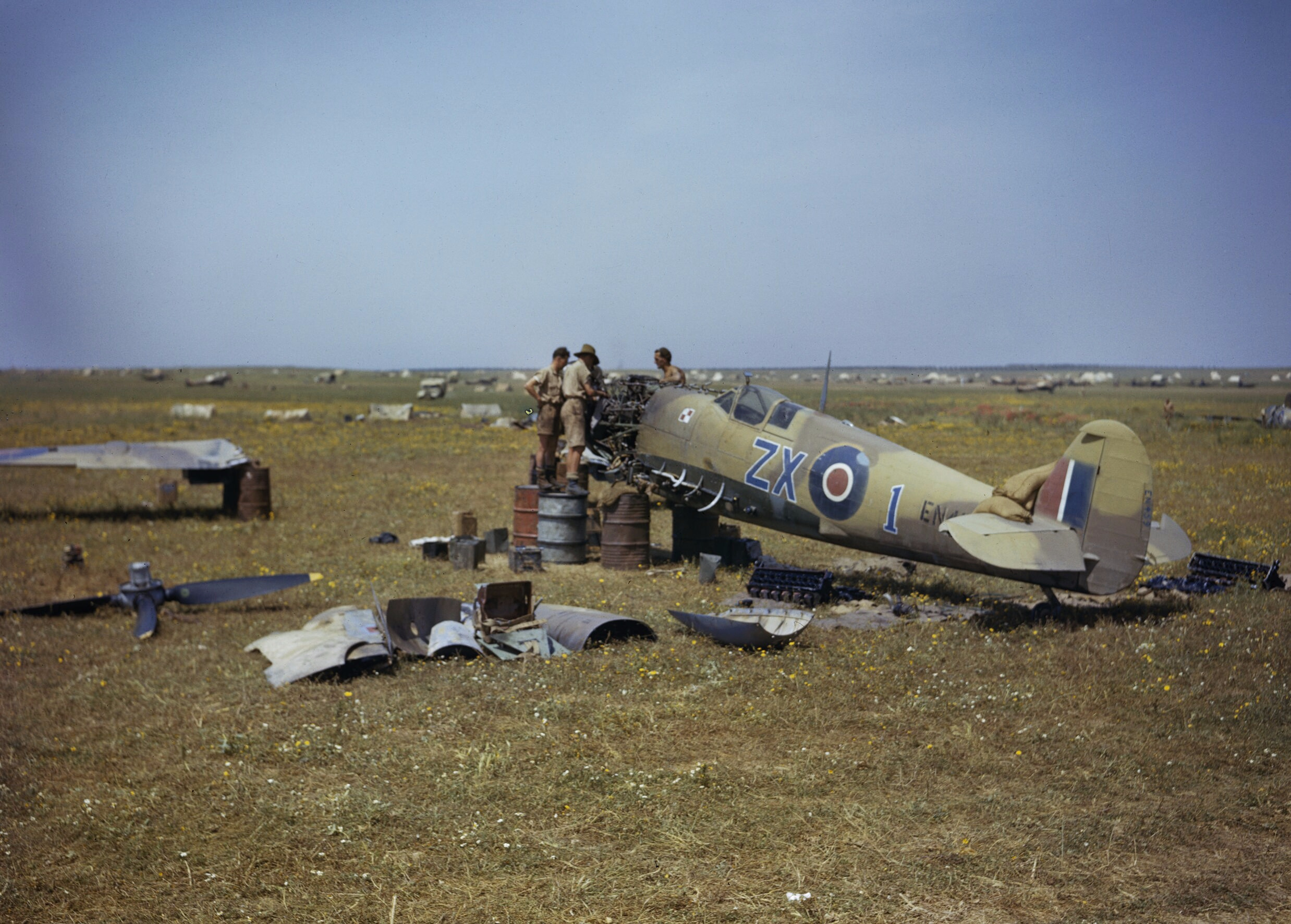
Mechanicy demontują Supermarine Spitfire Mark IX, EN459 ZX-1 z Polskiego Zespołu Myśliwskiego. Samolot został uszkodzony w dniu 6 kwietnia 1943, kiedy po zestrzeleniu Messerschmitta Bf 109, został zaatakowany i uszkodzony przez innego Bf 109. Pilot, porucznik Eugeniusz Horbaczewski, doszybował do lotniska w Gabes.

Polski Zespół Myśliwski (ang. Polish Fighting Team, PFT) – polska jednostka, znana też jako „Cyrk Skalskiego” (od nazwiska dowódcy), która brała udział w walkach w kampanii w Północnej Afryce w 1943 podczas drugiej wojny światowej.

## Organizacja
W czasie trwających walk w Afryce Północnej w styczniu 1943 r. niemiecka 5 Armia Pancerna odrzuciła wojska Sprzymierzonych w środkowym Tunisie na zachód, a pod ich osłoną wojska niemieckie i włoskie wycofywały się z Trypolitanii. Sprzymierzeni zreorganizowali swoje wojska. Dowódcą Sprzymierzonych został dowódca 18 Grupy Armii gen. Harold Alexander. Planowali oni prowadzenie działań obronnych. Dowództwo wojsk Osi: niemieckiej 5 Armii Pancernej i 1 Armii włoskiej zamierzało pobić Sprzymierzonych w środkowym Tunisie. W lutym 1943 wojska niemiecko-włoskie odrzuciły Sprzymierzonych ku granicy Algierskiej
Wobec szykującej się inwazji Sprzymierzonych we Francji istniała potrzeba uzyskania doświadczeń współdziałania sił naziemnych z lotnictwem. W tym czasie północna Afryka była jedynym teatrem działań na którym można było wypróbować współdziałanie wojsk lądowych i lotnictwa w przyszłej operacji. W tym czasie tylko tam armia brytyjska walczyła na lądzie z wojskami niemieckimi. Po konsultacjach, dowództwo angielskie wybrało polskich pilotów do wykonania tego zadania, ponieważ Polacy walczyli na lepszej wersji myśliwców Spitfire w stosunku do dywizjonów RAF i mieli duże doświadczenie myśliwskie.
Jako powód wysłania grupy polskich pilotów do Afryki miało być „zdobywanie doświadczeń taktycznych w użyciu lotnictwa”. W rzeczywistości chodziło o stworzenie możliwości do walki z Luftwaffe, której samolotów nad Anglią już się prawie nie spotykało. Dla polskich myśliwców pojawiła się nowa okazja spożytkowania bojowego. 28 marca tamtejsza ludność po raz pierwszy mogła się przekonać co naprawdę potrafią polscy lotnicy.
Utworzono Polski Zespół Walczący – właściwie Polish Fighting Team. Zespół w składzie 12 pilotów walczących na myśliwcach Supermarine Spitfire w wersji Mk-V (Polacy otrzymali później Spitfire nowszej wersji Mk-IX), tworzył dodatkową eskadrę C przy 145 dywizjonie myśliwskim RAF 244 Skrzydła West Desert Air Force (Lotnictwa Pustyni Zachodniej) w Tunezji wspierającej 8 Armię. Łącznikiem z dowództwem został ppłk pilot Tadeusz Rolski, a dowódcą eskadry kpt. pilot Stanisław Skalski.
Ogłoszono nabór ochotników do jednostki. Zgłosiło się 68 pilotów, wybrano piętnastu najlepszych. Piloci mieli wymieniać się co trzy miesiące. 12 lutego Team zebrał się i rozpoczął szkolenia i przygotowania do opuszczenia Anglii w bazie k/Liverpoolu. 27 lutego lotnicy polscy wypłynęli z Glasgow do Afryki, docierając 4 marca do Oranu. Stamtąd drogą powietrzną do bazy w Hazbud. 7 marca Team został oficjalnie operacyjnie podporządkowany pod 145 dywizjon myśliwski RAF (dywizjon międzynarodowy). 13 marca na pierwsze lotnisko bazowania (ok. 250 km. na zachód od Tunisu). 13 marca jest dniem powstania jednostki. 15 marca jednostka otrzymała samoloty, oznaczone szachownicami na przedniej części kadłuba i znakami ZX z numeracją 0 – 9. 16 marca piloci odbyli pierwsze loty rozpoznawcze.

## Działania bojowe
17 marca rozpoczęto loty bojowe. Polacy, jako posiadający najszybsze samoloty, stanowili górną osłonę podczas lotów bojowych. Ich zadaniem było wiązanie walką myśliwców niemieckich. Samoloty alianckie na niższych pułapach miały za zadanie zwalczać bombowce i samoloty szturmowe atakujących. 20 marca (początek operacji Montgomery’ego) Polacy eskortowali bombowce w nalocie na lotnisko Gabes. W czasie tego lotu por. Horbaczewski jako pierwszy atakował nieprzyjaciela. 22 marca por. Arct stoczył nierozstrzygniętą walkę, a por. Majchrzak otrzymał postrzały, ale dociągnął do bazy. 23 marca Team wyruszył w podróż do Algieru.
28 marca piloci odnieśli pierwsze zwycięstwa powietrzne, kpt. Skalski i por. Horbaczewski zestrzelili po jednym samolocie bombowym Junkers Ju 88. 2 i 4 kwietnia Polacy zestrzelili po dwa dalsze samoloty myśliwskie nieprzyjaciela. 6 kwietnia Horbaczewski zestrzelił wroga, lecz uszkodzony lądował w strefie Sprzymierzonych. 7 kwietnia Sporny i Malinowski zaliczyli po zwycięstwie, a 8 kwietnia Sporny uszkodził samolot nieprzyjaciela. 18 kwietnia por. Wyszkowski oddalił się od formacji w powietrzu i podczas pościgu samolot jego został trafiony i uszkodzony przez artylerię przeciwlotniczą. Chcąc doprowadzić samolot do własnej strefy został zestrzelony i trafił do niewoli.
20 kwietnia Team odniósł największe sukcesy. Polacy zaatakowali konwój w sile 20 samolotów niemieckich i włoskich odnosząc 6 pewnych zestrzeleń, 1 prawdopodobne i 1 uszkodzenie (145 dywizjon zestrzelił w tej walce dalsze 3 samoloty). 21 kwietnia Król zestrzelił samolot, a Arct uszkodził. 22 kwietnia Polacy, będąc w osłonie górnej zestrzelili 3 samoloty, a osłona średnia zestrzeliła 6 bombowców. 27 kwietnia PZW zaliczył jedno zestrzelenie, 30 kwietnia jedno uszkodzenie, a 6 maja odnieśli dwa ostatnie zwycięstwa powietrzne (Sztramko i Skalski).
8 maja Team wykonał ostatni lot bojowy w Afryce, a 12 maja zgodnie z rozkazem przeszedł w stan nieoperacyjny. 20 maja 1943 został przebazowany na lotnisko Ben Gardane.
Działania lądowe powodowały kilkakrotne przebazowanie Teamu na nowe lotnisko, bliżej frontu. Team okazał się najlepszą eskadrą walczącą nad Afryką Północną. Mając 15 pilotów i 10 samolotów wykonali 539 samolotolotów. Do tej chwili piloci zestrzelili 28 samolotów przeciwnika, w tym trzy zaliczone zostały jako zestrzelenia prawdopodobne, a 9 samolotów uznano jako uszkodzone. Z tej liczby tylko 2 samoloty były bombowcami. Najlepszym myśliwcem okazał się por. E. Horbaczewski zaliczając 5 zestrzeleń. Straty własne – 1 pilot w niewoli.
PZW rozwiązano 22 lipca 1943 r. 11 pilotów drogą lotniczą wróciło do Anglii. Kpt. Skalski został dowódcą 601 dywizjonu RAF, kpt. Horbaczewski dowódcą eskadry, a później 43 dywizjonu RAF. Por. Władysław Drecki został dowódcą eskadry w 152 dywizjonie (cała trójka została na Śródziemnomorskim Teatrze Działań). Ci, którzy wrócili do Anglii, szybko obejmowali stanowiska dowódcze w polskich jednostkach.
Ostateczny atak lądowy na siły Osi w Tunezji przeprowadzono pod kryptonimem Vulcan. Uderzono na ostatnie punkty oporu: Bizertę, półwysep Bon oraz Tunis. Operacja Vulcan wspomagała Retribution – marynarka i lotnictwo aliantów atakowały niemieckie konwoje z uciekającymi do Włoch żołnierzami. W czasie operacji Retributon alianci wzięli do niewoli 897 ludzi, tylko 653 Niemcom udało się dotrzeć do Włoch. Nieznana jest liczba tych, którzy utonęli.
Resztki sił Osi skapitulowały 13 maja 1943. Niemcy i Włosi stracili ok. 50 tys. zabitych. Do niewoli dostało się wtedy ponad 260 tysięcy Włochów i Niemców. Straty sprzymierzonych to ok. 70 tys.

## Skład osobowy i odniesione zwycięstwa
| Lp. | Stopień         | Pilot                              | Zwycięstwa pewne | Zwycięstwa prawdopodobne | Uszkodzenia | Liczba lotów bojowych |
| --- | --------------- | ---------------------------------- | ---------------- | ------------------------ | ----------- | --------------------- |
| 1   | kpt. pil.       | Stanisław Skalski (dowódca)        | 3                | 0                        | 1           | 41                    |
| 2   | kpt. pil.       | Wacław Król (zastępca dowódcy)     | 3                | 0                        | 0           | 38                    |
| 3   | por. pil.       | Karol Pniak                        | 0                | 0                        | 0           | 38                    |
| 4   | por. pil.       | Bohdan Arct                        | 1                | 1                        | 2           | 37                    |
| 5   | por. pil.       | Władysław Drecki                   | 1                | 0                        | 1           | 34                    |
| 6   | por. pil.       | Eugeniusz Horbaczewski             | 5                | 0                        | 0           | 40                    |
| 7   | por. pil.       | Ludwik Martel                      | 1                | 1                        | 1           | 34                    |
| 8   | por. pil.       | Kazimierz Sporny                   | 3                | 0                        | 0           | 39                    |
| 9   | por. pil.       | Mieczysław Wyszkowski              | 0                | 1                        | 0           | 15                    |
| 10  | ppor. pil.      | Jan Kowalski                       | 0                | 0                        | 0           | 39                    |
| 11  | st. sierż. pil. | Marcin Machowiak                   | 1                | 0                        | 2           | 38                    |
| 12  | st. sierż. pil. | Władysław Majchrzyk                | 1                | 0                        | 1           | 37                    |
| 13  | st. sierż. pil. | Bronisław Malinowski               | 1                | 0                        | 0           | 37                    |
| 14  | st. sierż. pil. | Mieczysław Popek                   | 2                | 0                        | 1           | 33                    |
| 15  | st. sierż. pil. | Kazimierz Sztramko                 | 3                | 0                        | 0           | 39                    |
| 16  | ppłk pil.       | Tadeusz Rolski (oficer łącznikowy) |                  |                          |             |                       |
|     |                 | Razem                              | 25               | 3                        | 9           | 539                   |

Źródło: Wacław Król, „Walczyłem pod niebem Europy i Afryki”, Warszawa 1991, Ludowa Spółdzielnia Wydawnicza, s. 126, 196
Na temat Cyrku Skalskiego napisano wiele prac. Większość z nich omówił Rafał Dmowski w artykule Cyrk Skalskiego w historiografii. Autor ten zwrócił też uwagę na niepublikowany dotychczas album pamiątkowy jednostki, opracowany przez członka Cyrku i pisarza, często publikowanego po II wojnie światowej – Bohdana Arcta.

## Odznaka bojowa
Odznaka bojowa została zaprojektowana przez por. pil. Bohdana Arcta, jako symbol walk polskiego zespołu na terenie Afryki w 1943 roku. Wykonana była z białej emalii i przedstawiała krzyż utworzony z kwadratu ok. 1 x 1 cala, półkolisto wyciętego na każdym boku. Pośrodku umieszczony był uskrzydlony Sfinks koloru czarnego, w postawie leżącej, na którego głowie znajdował się czerwony kaptur. Na dolnym ramieniu krzyża umieszczone były litery PFT oraz napis 1943. Obrzeże krzyża, rysunku i liter wykonane było z metalu w kolorze złota. Status odznaki określał, kto może otrzymać odznakę: pilot, który zestrzelił co najmniej jeden samolot wroga lub wykonał 30 lotów bojowych i był w walce z nieprzyjacielem. Odznaka mogła być również nadana honorowo oficerom, którzy swoją pracą i postawą przyczynili się dla dobra Zespołu.
Wykonano zaledwie 20 egzemplarzy odznak, które otrzymali: wszyscy piloci Zespołu (15 osób) oraz honorowe – płk dypl. Mateusz Iżycki, S/Ldr L.Wade, F/Lt I.Heskett i F/Lt H.Shand. Jedna odznaka została przekazana Archiwum Lotnictwa Polskiego.

## Lotniska
- 13 marca 1943 – Bou Grara
- 11 kwietnia 1943 – La Fauconnerie
- 15 kwietnia 1943 – Goubrine
- 6 maja 1943 – Hergla
- 20 maja 1943 – Ben Gardane

## Podstawowe wyposażenie
- 15 marca 1943 – Supermarine Spitfire F VB Trop i VC (m.in. AB168, ER539 -7)

- 23 - 26 marca 1943 – Supermarine Spitfire F IXC
- ZX-1 (EN 459)
- ZX-2 (EN 247)
- ZX-3 (EN 361)
- ZX-4 (EN 313)
- ZX-5 (EN 267)
- ZX-6 (EN 315)
- ZX-7 (EN 268)
- ZX-8 (EN 286)
- ZX-9 (EN 300)
- ZX-10(EN 261) – samolot ten nie miał malowanych oznaczeń prawie do końca trwania tury bojowej

Później w ramach uzupełnień dostarczono także następujące egzemplarze:
- ZX-0 (EN 355)
- ZX-1 (EN 462) – maszyna otrzymana w zamian za uszkodzony samolot
- ZX-4 (EN 257) – maszyna otrzymana w zamian za uszkodzony samolot

## Upamiętnienie
Walki pilotów polskich w Afryce zostały upamiętnione na Grobie Nieznanego Żołnierza w Warszawie, napisem na jednej z tablic po 1990 r. – „TUNEZJA 17 III – 12 V 1943”.